# 1470 Carla
1470 Carla là một tiểu hành tinh vành đai chính với cận điểm quỹ đạo là 2.9672776 AU. Nó có độ lệch tâm quỹ đạo là 0.0615087 và chu kỳ quỹ đạo là 2053.4792155 ngày (5.62 năm).
Cabrera có vận tốc quỹ đạo trung bình là 16.74931441 km/s và độ nghiêng quỹ đạo là 3.22107°.
Tiểu hành tinh được phát hiện ngày 17 tháng 9 năm 1938 bởi Alfred Bohrmann.